# ブライアン・ローアンユー
ブライアン・ローアンユー（Brian Lo-A-Njoe、1976年1月22日 - ）は、オランダの男性総合格闘家。北ホラント州アムステルダム出身。ヘンメルス・ジム所属。
リングス BATTLE GENESIS参戦時は、ブライアン・ロアニューと表記されていた。ハイキックで相手の頭を刈り取る事から、「ヘッドハンター」というニックネームを持つ。刑務所に3年間服役していた事もあり、PRIDEでのキャッチフレーズは、「監獄の爆弾小僧」。

## 来歴
1998年10月24日、リングス・オランダ大会でプロデビュー。
2001年3月20日、初来日となった「リングス BATTLE GENESIS Vol.7」で村浜武洋と対戦し、膝十字固めで一本負け。
2001年9月21日、「リングス BATTLE GENESIS Vol.8」で須藤元気と対戦し、三角絞めで一本負け。
2007年4月8日、PRIDEデビューとなったPRIDE.34で青木真也と対戦し、腕ひしぎ十字固めで一本負け。
2007年10月28日、SHOOT BOXING BATTLE SUMMIT GROUND ZERO TOKYO 2007で、急遽欠場となったアルバート・クラウスの代役として緒形健一と対戦。2Rに膝蹴りでダウンを奪うと、さらに右フックでダウンを奪いKO勝ち。
2008年2月3日、SHOOT BOXING 火魂 〜其の壱〜で大野崇と対戦予定であったが、右手拳の中指骨を骨折し、欠場となった。
2008年11月24日、SHOOT BOXING WORLD TOURNAMENT S-cup 2008の1回戦で緒形健一と対戦予定であったが、11月22日になって欠場が発表された。直前でのファイトマネー増額および契約体重アップを要求してきたという。

## 戦績

### 総合格闘技
| 総合格闘技 戦績 | 総合格闘技 戦績 | 総合格闘技 戦績 | 総合格闘技 戦績 | 総合格闘技 戦績 | 総合格闘技 戦績 | 総合格闘技 戦績 |
| --------------- | --------------- | --------------- | --------------- | --------------- | --------------- | --------------- |
| 16 試合         | (T)KO           | 一本            | 判定            | その他          | 引き分け        | 無効試合        |
| 4 勝            |                 |                 |                 |                 | 3               | 0               |
| 9 敗            |                 |                 |                 |                 | 3               | 0               |

| 勝敗 | 対戦相手               | 試合結果                 | 大会名                                             | 開催年月日     |
| ×    | セルゲイ・ヴェルデシュ | 2R 三角絞め              | M-1 MFC: Battle on the Neva 1                      | 2007年7月21日  |
| ×    | 青木真也               | 1R 1:33 腕ひしぎ十字固め | PRIDE.34                                           | 2007年4月8日   |
| ○    | オクタイ・カラタス     | 1R チョークスリーパー    | 2H2H: Pride & Honor                                | 2006年11月12日 |
| ○    | セルゲイ・ヴィチコフ   | 延長R チョークスリーパー | 2H2H 4: Simply the Best 4                          | 2002年3月17日  |
| ×    | 須藤元気               | 1R 2:17 三角絞め         | リングス BATTLE GENESIS Vol.8 〜壮大なる格闘実験〜 | 2001年9月21日  |
| ×    | 村浜武洋               | 1R 4:49 膝十字固め       | リングス BATTLE GENESIS Vol.7                      | 2001年3月20日  |

### キックボクシング
| キックボクシング 戦績 | キックボクシング 戦績 | キックボクシング 戦績 | キックボクシング 戦績 | キックボクシング 戦績 | キックボクシング 戦績 | キックボクシング 戦績 |
| --------------------- | --------------------- | --------------------- | --------------------- | --------------------- | --------------------- | --------------------- |
| 2 試合                | (T)KO                 | 判定                  | その他                | 引き分け              | 無効試合              |                       |
| 1 勝                  | 1                     | 0                     | 0                     | 0                     | 0                     |                       |
| 1 敗                  | 1                     | 0                     | 0                     | 0                     | 0                     |                       |

| 勝敗 | 対戦相手               | 試合結果               | 大会名                                            | 開催年月日     |
| ×    | ムラット・ディレッキー | 2R TKO                 | IT'S SHOWTIME                                     | 2009年5月16日  |
| ○    | 緒形健一               | 2R 0:44 KO（右フック） | SHOOT BOXING BATTLE SUMMIT GROUND ZERO TOKYO 2007 | 2007年10月28日 |